# روبر و ریمون حکیم

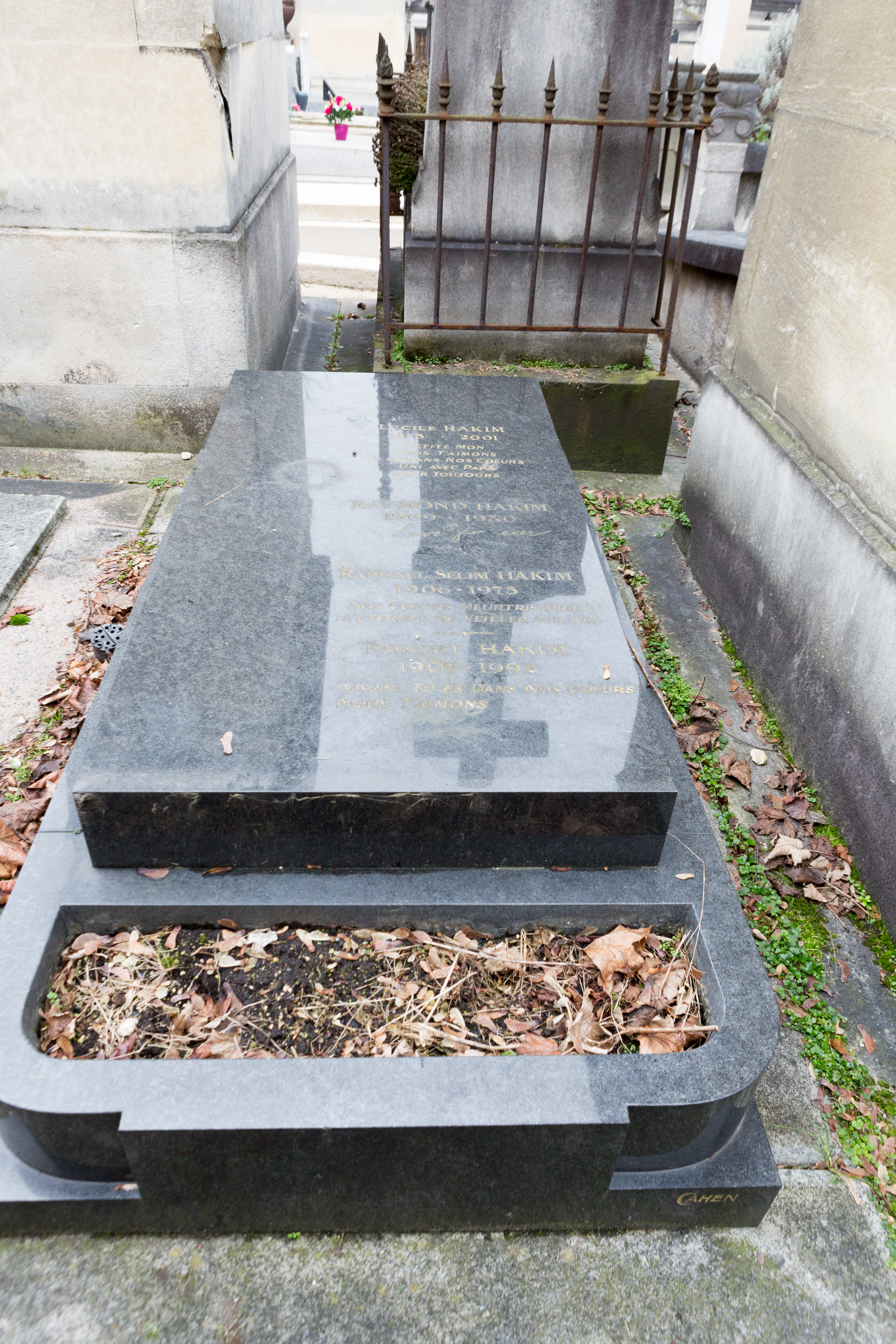
محل دفن روبر و ریمون حکیم در گورستان پر-لاشز.

روبر حکیم (فرانسوی: Robert Hakim‎؛ ۱۹ دسامبر ۱۹۰۷–۹ فوریه ۱۹۹۲) و ریمون حکیم (فرانسوی: Raymond Hakim‎؛ ۲۳ اوت ۱۹۰۹–۱۴ اوت ۱۹۸۰) دو برادر مصری‌تبار اهل فرانسه بودند که به تهیه‌کنندگی فیلم در این کشور و سایر نقاط اروپا پرداختند.
از فیلم‌هایی که این دو برادر در تهیهٔ آن‌ها نقش داشته‌است، می‌توان به دایره عشق، پی‌پی لو موکو، روز برمی‌آید، جنوبی، کلاه‌طلایی، ظهر بنفش، گوژپشت نتردام، زیبای روز، حیوان آدم‌نما و کسوف اشاره نمود.